# Gieorgij Rozwadowski
Gieorgij Konstantinowicz Rozwadowski (Sorgonin), ros. Георгий Константинович Розвадовский (Соргонин), Jerzy Sorgonin-Rozwadowski (ur. 1904 w Irkucku, zm. 1976 w Warszawie) – rosyjski poeta emigracyjny, tłumacz i publicysta, z zawodu prawnik.

## Życiorys
Prawdopodobnie około 1918–1919 roku przybył do Polski wraz z rodziną. Przyjechał do Wilna, gdzie podczas studiów stanął na czele Kręgu Studentów Narodowości Rosyjskiej na Uniwersytecie Stefana Batorego. Studiował na Uniwersytecie Stefana Batorego w Wilnie; ukończył studia prawnicze, po czym był sekretarzem sądu apelacyjnego. Marian Zdziechowski, na którego wykłady uczęszczał, zapoznał go z poetą Konstantinem Balmontem. Nawiązał także znajomość z Igorem Siewierianinem. Pod koniec 1926 roku zorganizował nieformalną grupę poetycką, nazwaną barka poetow. 
Od 1929 roku zamieszkał w Warszawie, gdzie spotykał się m.in. z Julianem Tuwimem. Objął przewodniczenie kolejnej grupy poetyckiej Wspólnota literacka w Warszawie. Do drugiej połowy lat 30. XX wieku należał do Związku Rosyjskich Pisarzy w Polsce. Pisał artykuły do takich pism, jak „Zwieno”, „Za Swobodu!”, „Wilenskoje utro”, „Nasza żyzń”, „Nowaja Rossija”, „Nasze wriemia”. W 1933 roku wyszedł jego pierwszy zbiór wierszy pt. Siewiernoje. W 1937 roku opublikowano kolejny zbiór pt. Wiesna w diekabrie. Wtoraja kniga stichow. W tym samym roku uczestniczył w Antołogii russkoj poezii w Polsze. W 1939 roku napisał sztukę teatralną pt. Arifmietika żyzni. Miał liczne występy autorskie w różnych miastach Polski. W marcu 1940 roku obchodził uroczyście 15-lecie twórczości literackiej. Prawdopodobnie po powstaniu warszawskim zamieszkał w Podkowie Leśnej.
Po zakończeniu II wojny światowej pozostał w komunistycznej Polsce. Nauczał języka rosyjskiego – prowadził z tegoż języka lektorat na Uniwersytecie Warszawskim. Po 1956 działał w organizacji mniejszości rosyjskiej w Polsce, tj. Russkom Kulturnom Obszczestwie. W 1959 roku wyszedł jego następny zbiór wierszy pt. Stichi o Polsze, następnie Poema junosti mojej (1963) oraz Trojka (1974). W 1970 roku w Państwowym Instytucie Wydawniczym wydano zbiór jego poezji pt. Śnieg w wyborze Stanisława Grochowiaka. W 1976 otrzymał Dyplom honorowy Związku Pisarzy ZSRR.

## Twórczość
Opublikował następujące książki:
- Siewiernoje, 1933
- Wiesna w diekabrie, 1937
- Arifmietika żyzni, 1939
- Stichi o Polsze, 1959
- Poema junosti mojej, 1963
- Trojka, 1974

Tłumaczył na język rosyjski wiersze m.in. Adama Mickiewicza, Juliusza Słowackiego, Adama Asnyka, Juliana Tuwima, Leopolda Staffa, Jana Brzechwy, Władysława Broniewskiego, Konstantego Ildefonsa Gałczyńskiego, Stanisława Ryszarda Dobrowolskiego.